# Rosenscheldiella pulverulenta
Rosenscheldiella pulverulenta är en svampart som först beskrevs av Berk. & M.A. Curtis, och fick sitt nu gällande namn av Clifford George Hansford 1946. Rosenscheldiella pulverulenta ingår i släktet Rosenscheldiella och familjen Venturiaceae.   Inga underarter finns listade i Catalogue of Life.